# 8458-as mellékút (Magyarország)
A 8458-as számú mellékút egy csaknem 12 kilométer hosszú, négy számjegyű országos közút Vas vármegye területén; Csénye és Bögöt községeket köti össze Sárvárral, illetve a 88-as főúttal.

## Nyomvonala
Sárvár és Csénye határvonalán ágazik ki a 8701-es útból, annak a 25+800-as kilométerszelvénye közelében, nyugat felé. 1,3 kilométeren át a határvonalat kíséri, közben az első, rövid szakaszán elhalad – a neve ellenére Sárvárhoz tartozó – Csényeújmajor településrész északi széle mellett. Nagyjából másfél kilométer után éri el Csénye lakott területét, ott előbb az Árpád utca, majd a központban az Ady Endre utca nevet viseli; később egy szakaszon Vasút utca a neve, végül 3,6 kilométer után hagyja el a község legnyugatibb házait.
5,4 kilométer után keresztezi a Székesfehérvár–Szombathely-vasútvonal és a Hegyeshalom–Porpác-vasútvonal vágányait, majd egy darabig a sínekkel párhuzamos irányba fordul. Elhalad Porpác vasútállomás mellett – amely a neve ellenére Bögöt határain belül létesült – majd északnak fordulva elkanyarodik a vasúttól. Kevéssel a 7. kilométere után éri el Bögöt lakott területét, ott a Váti út nevet viseli, majd 7,6 kilométer után egy elágazáshoz ér. Nyugat felé a 84 149-es számú mellékút indul, a zsáktelepülésnek tekinthető Porpácra, a 8458-as pedig keletnek fordul. Sárvári út néven húzódik végig Bögöt lakott területének északi szélén, a faluból 8,4 kilométer után lép ki. A 9. kilométere után újból visszatér Csénye határai közé, ahol nagyjából 9,6 kilométer után újból keresztezi a Hegyeshalom–Porpác-vasútvonalat, utolsó 400 méterét pedig újból sárvári területek közt teljesíti. A 84-es főútba beletorkollva ér véget, annak a 4+700-as kilométerszelvénye közelében.
Teljes hossza, az országos közutak térképes nyilvántartását szolgáló kira.gov.hu adatbázisa szerint 11,966 kilométer.

## Települések az út mentén
- Csénye
- Bögöt
- (Sárvár)